# 나가이 사토시
나가이 사토시(일본어: 永井 怜, 1984년 9월 27일 ~ )는 일본의 전 프로 야구 선수이며 야구 해설가 이자 야구 지도자이다, 현재 퍼시픽 리그인 도호쿠 라쿠텐 골든이글스의 육성코치이다.

## 인물

### 프로 입단 전
초등학교 3학년 때부터 야구를 시작해 외야수로서 활약을 했고 후에 내야수와 투수를 겸임했다. 야수 겸임은 중학교 시절까지 계속되었고 고등학교에 입학한 이후부터는 투수에만 전념하게 되었다. 도쿄 농업대학 제2 고등학교 시절에는 2학년 가을부터 벤치에 들어갔고 당시 최고 성적은 3학년 때 춘계 군마 현 대회에서 16강에 진출했다.
도요 대학에 재학할 당시에는 1학년 추계 대회부터 리그전에 등판했고 2학년부터는 팀의 에이스로서 활약을 했다. 2005년 춘계 도토대학 리그전인 주오 대학과의 경기에서는 16개의 탈삼진을 기록했고 이듬해 2006년 춘계 대회인 아오야마가쿠인 대학전에서 2경기 연속 완봉 승도 기록해 여름에 열린 제35회 미일 대학야구 대회와 제3회 세계 대학 야구 선수권 대회의 멤버로 각각 발탁되었다. 도토대학 리그 통산 50경기에 등판해 12승 12패, 평균자책점 2.92의 성적을 남겼다. 당초에 프로 야구 선수로 뛰겠다는 생각을 하지 않고 고교 야구 지도자가 되기 위해 목표를 두고 있었지만 교원 자격증을 취득할 수 없었다.
2006년 대학생·사회인 드래프트 회의에서 도호쿠 라쿠텐 골든이글스로부터 1순위 지명을 받고 입단했는데 대학 시절의 등번호는 18번이었지만 이 등번호는 고교생 드래프트 부문에서 1순위로 지명된 다나카 마사히로를 위해 준비되어 있었기 때문이다. 자신에게는 등번호 30번이 제시되었는데 이것에 대해 나가이는 “빼앗길 정도의 기분으로 노력하고 싶다. 진다는 기분은 없다” 라고 말해 라이벌 의식을 갖고 있었다. 그러나 자신은 등번호 자체에 대한 조건은 없었고 제시된 30번에 대해서는 에가와 스구루를 떠올리며 “에가와는 굉장한 투수이며 그 선수처럼 노력하고 싶다”라고 말했다.

### 프로 입단 후

#### 2007년
1군 개막전 엔트리는 제외되었지만 1주일 후인 4월 1일에 처음으로 등록되었다. 같은 날 오릭스 버펄로스전(미야기 구장)에서 첫 등판을 했고(9회초에서 1이닝만 구원 등판) 같은 달 17일의 후쿠오카 소프트뱅크 호크스전(미야기 구장)에서 처음으로 선발 등판해 8이닝 동안 2실점을 호투하여 첫 승리를 거두었다. 시즌 중반까지 선발 로테이션을 계속 지켰지만 선발에서는 4승, 평균자책점이 4점대에 머물 정도로 큰 활약은 없었는데 8월 도중부터 중간 계투로 전향했다. 중간 계투에서는 22경기에 등판해 1점대의 평균자책점으로 3승을 올리는 등의 안정된 성적을 남겨 신인이면서도 팀의 최하위권에서 벗어나는 기여하는 역할을 했다.

#### 2008년
3월 26일, 개막 5경기째인 오릭스전(교세라 돔 오사카)에서 선발 등판해 처음으로 무볼넷 완봉승을 달성함과 동시에 팀도 시즌 첫 승리를 했다. 4월 23일의 소프트뱅크전에서도 무볼넷 완봉승을 올리는 등의 호조를 보였지만 교류전 후반부터 컨디션이 나빠지면서 성적이 좀처럼 오르지 못했고 선발 로테이션에서 제외돼 중간 계투로 다시 복귀했는데도 작년과 같이 불안정한 투구가 계속되는 등 결국 2군으로 떨어지는 수모를 겪어야만 했다. 최종적으로는 6승 7패, 평균자책점은 4.68을 기록해 작년 시즌의 성적을 밑돌았다. 그러나 그 해 하와이에서 열린 교육 리그에서 히지리사와 료, 마스다 신타로와 함께 참가해 리그 최다승과 최다 탈삼진, 최다 투구 이닝을 기록하는 등 최우수 투수로 선정되었다.

#### 2009년
6월 20일 한신 타이거스전(3차전)에서 3회초에 팀 타순이 한 바퀴 도는 가운데 자신도 두 차례나 타석에 들어서 리그에서의 16번째 기록이 되는 1이닝 2개의 삼진이라는 진기록을 달성했다. 전반기에 팀에서는 유일하게 선발 로테이션의 일원으로 활약하고 있는 나가이에 대해 7월 22일 노무라 가쓰야 감독은 스카이 에이와의 인터뷰에서 “선발 투수 중에서 유일하게 참고 견뎌가며 열심히 해 주고 있다. 고맙다”라고 말했다.
9월 9일의 오릭스전에서 완투승을 기록했고 시즌 10승째를 올리는 등 자신으로서는 처음으로 시즌 두 자릿수 승리 기록을 달성했다. 2009년 시즌은 팀에서 단지 한 명 만이 선발 로테이션을 개막 이후부터 시즌 종료까지 지켰고 13승 7패라는 좋은 성적으로 팀 창단 이후 처음으로 A클래스(1위 ~ 3위)에 해당되는 2위로 끌어올리는 데에 기여했다.

#### 2010년
1월 11일에 전직 모델이던 기타니 마미와 결혼했고 춘계 스프링 캠프에서는 새로운 슈트를 습득했다. 그러나 시즌에 들어가면서 작년보다 볼넷과 피안타가 큰 폭으로 증가하여 투구 이닝은 증가했지만 시즌 마지막 등판에서 승리 투수가 되면서 2년 연속 두 자릿수 승리 기록인 10승째를 기록했다.

#### 2011년
5월 20일에 딸이 탄생했고 시즌 초반부터 다나카 마사히로와 함께 선발 로테이션을 계속 지키고 있었지만 7월 3일의 지바 롯데 마린스전(K스타 미야기)에서 경기 도중 오른쪽 어깨 통증이 일어났다. 팀 전력에서 잠시 떨어져 선발로서 다시 1군에 복귀했지만 또 다시 오른쪽 어깨 통증이 일어나면서 그대로 시즌을 마쳤다. 규정 투구 이닝을 채우지는 못했지만 팀내 2위가 되는 두 차례의 완봉승을 기록, 평균자책점도 2.85였지만 타선의 지원 부족때문에 4승 5패라는 저조한 성적을 남겼다.

## 상세 정보

### 출신 학교
- 도쿄 농업대학 제2 고등학교
- 도요 대학

### 선수 경력
- 도호쿠 라쿠텐 골든이글스(2007년 ~ 2015년)

### 지도자 및 기타 경력
- 도호쿠 라쿠텐 골든이글스 육성코치(2020년 ~ )

### 개인 기록

#### 투수 기록
- 첫 등판 : 2007년 4월 1일, 대 오릭스 버펄로스 2차전(풀캐스트 스타디움 미야기)
- 첫 탈삼진 : 상동.
- 첫 선발·첫 승리 : 2007년 4월 17일, 대 후쿠오카 소프트뱅크 호크스 4차전(풀캐스트 스타디움 미야기)
- 첫 홀드 : 2007년 9월 15일, 대 세이부 라이온스 20차전(굿윌 돔)
- 첫 완투 승리·첫 완봉 승리·첫 무볼넷 경기 : 2008년 3월 26일, 대 오릭스 버펄로스 2차전(교세라 돔 오사카)

#### 타격 기록
- 첫 안타 : 2011년 6월 6일, 대 도쿄 야쿠르트 스왈로스 4차전(메이지 진구 야구장)

#### 기타
- 올스타전 출장 : 1회(2008년)

### 등번호
- 30(2007년 ~ 2015년)
- 83(2020년 ~ )

### 연도별 투수 성적
| 연 도     | 소 속     | 등 판 | 선 발 | 완 투 | 완 봉 | 무 4 구 | 승 리 | 패 전 | 세 이 브 | 홀 드 | 승 률 | 타 자 | 이 닝 | 피 안 타 | 피 홈 런 | 볼 넷 | 고 4 | 몸 맞 | 탈 삼 진 | 폭 투 | 보 크 | 실 점 | 자 책 점 | 평 자 책 | W H I P |
| --------- | --------- | ----- | ----- | ----- | ----- | ------- | ----- | ----- | -------- | ----- | ----- | ----- | ----- | -------- | -------- | ----- | ---- | ----- | -------- | ----- | ----- | ----- | -------- | -------- | ------- |
| 2007년    | 라쿠텐    | 38    | 16    | 0     | 0     | 0       | 7     | 7     | 0        | 1     | .500  | 542   | 127.0 | 117      | 14       | 51    | 2    | 8     | 98       | 3     | 0     | 55    | 51       | 3.61     | 1.32    |
| 2008년    | 라쿠텐    | 27    | 15    | 2     | 2     | 1       | 6     | 7     | 0        | 0     | .462  | 521   | 117.1 | 121      | 17       | 47    | 0    | 4     | 111      | 6     | 0     | 68    | 61       | 4.68     | 1.43    |
| 2009년    | 라쿠텐    | 26    | 26    | 5     | 2     | 0       | 13    | 7     | 0        | 0     | .650  | 703   | 171.0 | 153      | 17       | 50    | 2    | 8     | 144      | 7     | 0     | 69    | 65       | 3.42     | 1.19    |
| 2010년    | 라쿠텐    | 27    | 27    | 4     | 1     | 0       | 10    | 10    | 0        | 0     | .500  | 779   | 182.2 | 173      | 20       | 69    | 0    | 3     | 125      | 4     | 0     | 82    | 76       | 3.74     | 1.33    |
| 2011년    | 라쿠텐    | 16    | 16    | 2     | 2     | 0       | 4     | 5     | 0        | 0     | .444  | 420   | 102.2 | 92       | 10       | 26    | 0    | 3     | 77       | 4     | 0     | 39    | 32       | 2.81     | 1.15    |
| 2012년    | 5         | 5     | 0     | 0     | 0     | 1       | 3     | 0     | 0        | .250  | 118   | 27.1  | 29    | 1        | 10       | 0     | 2    | 22    | 1        | 0     | 10    | 10    | 3.29     | 1.43     |         |
| 2013년    | 10        | 9     | 1     | 0     | 0     | 2       | 4     | 0     | 0        | .333  | 229   | 54.2  | 47    | 6        | 15       | 0     | 2    | 31    | 3        | 0     | 22    | 21    | 3.46     | 1.13     |         |
| 2014년    | 5         | 0     | 0     | 0     | 0     | 0       | 0     | 0     | 0        | ----  | 29    | 6.0   | 9     | 1        | 2        | 0     | 0    | 7     | 3        | 0     | 4     | 4     | 6.00     | 1.83     |         |
| 2015년    | 1         | 0     | 0     | 0     | 0     | 0       | 0     | 0     | 1        | ----  | 1     | 0.1   | 0     | 0        | 0        | 0     | 0    | 1     | 0        | 0     | 0     | 0     | 0.00     | 0.00     |         |
| 통산：9년 | 통산：9년 | 155   | 114   | 14    | 7     | 1       | 43    | 43    | 0        | 2     | .500  | 3342  | 789.0 | 741      | 86       | 270   | 4    | 30    | 616      | 31    | 0     | 349   | 320      | 3.65     | 1.28    |

- 2015년 기준.